# Michel Lussault
Pour les articles homonymes, voir Lussault.
Michel Lussault est un géographe français né le 29 janvier 1960 à Tours.
Il est président du Conseil supérieur des programmes entre septembre 2014 et septembre 2017.

## Parcours professionnel
Les parents de Michel Lussault sont tous deux enseignants et militants socialistes. Son père, Paul Lussault, est particulièrement actif. Il sera candidat aux élections, membre du comité directeur du Parti socialiste, directeur-adjoint du cabinet de Jean Poperen. Michel Lussault s'engage fortement aux côtés de son père et au Parti socialiste, qu'il quittera en 1984.
Agrégé de géographie en 1983, maître de conférences à l'université de Tours en 1992, professeur des universités en 1997 dans la même université. Depuis 2008, il est professeur à l’École normale supérieure de Lyon. Il est spécialiste de géographie urbaine, travaillant sur les acteurs, les représentations, les discours et la production de l'espace urbain. A ce titre, il est lauréat en juin 2017 de l'appel d'offre pour la création d'instituts de convergence, lancé par le commissariat général aux investissements. Son projet, financé jusqu'en 2025 : L'école urbaine de Lyon, vise à développer des recherches et formations doctorales sur les questions d'urbanisation mondiale à l'époque de l'entrée dans l'anthropocène.
Michel Lussault a été président de l'université de Tours de 2003 à 2008, troisième vice-président de la Conférence des présidents d'université (CPU) de 2006 à 2008 et président de l'agence de mutualisation des universités (AMUE) de 2005 à 2008. Il a coprésidé avec l'architecte Paul Chemetov le conseil scientifique de l'appel à projet international « Un pari pour le grand Paris » (2008-2009). En 2010-2011, il a été responsable scientifique du groupe : « L'urbain métropolisé français dans la mondialisation » dans le cadre de la procédure Territoires2040, lancée à l'initiative de la DATAR. Il est depuis 2010 président du conseil scientifique du PUCA (Plan Urbanisme Construction Architecture) organisme de recherche incitative du Ministère de l'écologie, de l'environnement, du développement durable et de la mer. Il préside, de novembre 2011 à juin 2017, Arc en Rêve, centre d'architecture, à Bordeaux. Depuis juillet 2016, il préside l'association Villa-Gillet.
Auteur depuis 1991 de 12 ouvrages scientifiques (écrits ou dirigés et codirigés) et de plus de 100 articles dans des ouvrages collectifs et des revues à comité de lecture, il a notamment codirigé avec Jacques Lévy le Dictionnaire de la géographie et de l'espace des sociétés (2003 et nouvelle édition 2013), avec la volonté de refonder la géographie en tant que discipline dans le champ des sciences humaines.
En septembre 2014, il est nommé par la ministre de l'Éducation nationale, Najat Vallaud-Belkacem, président du Conseil supérieur des programmes (CSP), une nomination décrite par Blanche Lochmann, présidente de la Société des agrégés, comme « le triomphe des vieilles lunes déconnectées du terrain ».
En septembre 2015, en tant que président du Conseil supérieur des programmes de l'Éducation nationale, il présente avec Najat Vallaud-Belkacem, les nouveaux programmes qui s'appliqueront au collège à la rentrée 2016. Il est alors décrit par le sénateur Jacques Grosperrin comme « un gentil idéologue, nostalgique des années 1970 ». Celui-ci démissionne en mai 2015 du Conseil critiquant notamment « l'idéologie » et « les dérives communautaires ». Grosperrin considère cette instance, contrairement à sa mission de garantir la transparence du processus d'élaboration de ces programmes comme « le bras armé de la ministre de l'Éducation nationale ». Répondant à cette accusation de « fonctionnement dogmatique, pour ne pas dire idéologique », Michel Lussault a tenu à souligner que  « le CSP n'est pas un groupe d'idéologues gauchistes » en affirmant que cette structure était « non partisane ».
Michel Lussault fait partie des pédagogues incriminés par le livre de Carole Barjon intitulé Mais qui sont les assassins de l'école ? (2016).
Le 26 septembre 2017, Michel Lussault annonce sa démission du Conseil supérieur des programmes (CSP), reprochant à Jean-Michel Blanquer de « remettre en cause de façon brutale et unilatérale des évolutions qui avaient longuement été discutées pendant les années précédentes ». Le ministre répond en déclarant : « Je suis dans un travail d'organisation de l'Éducation nationale pour que tous les enfants sachent lire, écrire, compter et respecter autrui à la sortie de l'école primaire. Si ça gêne M. Lussault, ce n'est vraiment pas grave qu'il s'en aille ». Pour l'ancien ministre de l'Éducation nationale Luc Ferry, il s'agit d'« un départ que personne ne regrettera, tant les dégâts causés par son conseil dans la rédaction des nouveaux programmes, notamment en histoire et en français, ont été effroyables ».

### Socle commun
Dans le cadre de ses fonctions de président du Conseil National des Programmes, il promeut et valide la nouvelle version du socle commun des compétences (version 2015/2016, la première version était celle de 2006) qui comporte désormais 5 domaines. Il défend l'idée que ce socle commun constitue une obligation de résultat de la part de l’Éducation nationale qui doit s'engager à ce que chaque élève sortant de troisième possède l'ensemble des compétences définies par le socle. Ces compétences sont volontairement transversales et non disciplinaires. La version 2016 constitue désormais la base dont découle les programmes (ce qui n'était pas le cas dans la version 2006).

## Recherches
Dans son ouvrage L'Homme spatial (2007), il pose les fondements d'une théorie de l'espace et de la spatialité et montre comment cette approche permet de repenser le phénomène urbain.
Dans son livre De la lutte des classes à la lutte des places (2009), il développe une approche de l’action spatiale des opérateurs sociaux, en insistant notamment sur l’identification de compétences élémentaires de la spatialité, au nombre de six : 
- la compétence de métrique (mesurer les distances),
- la compétence scalaire (discriminer le petit du grand),
- la compétence d'emplacement (trouver pour soi, les autres et les objets la bonne place),
- la compétence de limitation (découper l’espace en entités élémentaires pertinentes et poser des limites spatiales entre ces entités),
- la compétence de franchissement (franchir les sas, seuils et portiques),
- la compétence de parcours (composer et suivre un itinéraire).

Il approfondit depuis lors le concept de géologistique qu'il considère comme « l’ensemble des modes d’organisation nécessaires à un opérateur pour réaliser une opération spatiale, de la plus élémentaire à la plus complexe ».
Son travail se focalise particulièrement sur la question urbaine. Il développe la thèse de l'urbanisation généralisée du monde en mettant en évidence les nouvelles caractéristiques de l'urbain contemporain. Il a appliqué cette vision dans le travail de prospective de la DATAR, Territoires2040, au sein de laquelle il a proposé 4 scénarios originaux d'évolution de la métropolisation française.
Dans son livre L'Avènement du Monde (2013), Michel Lussault poursuit son travail de théorisation des spatialités. Il tente de comprendre l'impact du processus d'urbanisation généralisée, dont il fait la principale "force instituante" d'une nouvelle réalité : le Monde (avec une majuscule), dont il date l'émergence d'après la Seconde Guerre mondiale. Le cœur du propos est de montrer que la mondialisation urbaine se manifeste d’abord par de nouvelles manières d’habiter collectivement la terre. Cette focalisation traduit bien le profil de géographe de l’auteur qui entend livrer des clefs de compréhension des modalités de spatialisation des sociétés mondialisées. Et ce dans une perspective centrée sur la question de la constitution d’une nouvelle sphère politique mondiale. Celle-ci devrait dessiner les traits d’une habitation collective du Monde par les humains. Il s’agit donc pour Michel Lussault de poser des jalons pour ce qui pourrait être une « politique du Monde », à savoir : une capacité commune à garantir l’habitabilité humaine des espaces terrestres[réf. nécessaire].
En 2017, il publie Hyper-lieux. Les nouvelles géographies de la mondialisation. Le concept d'Hyper-lieux s'oppose au concept de non-lieu développe par Marc Augé. Les « hyper-lieux » seraient des espaces intenses et divers où s’exprime la créativité. Michel Lussault avance par exemple que la jungle de Calais n'est pas une jungle mais « une sorte d'alter-lieu portant en lui une autre vision de la cohabitation urbaine : plus spontanée, informelle, souple, sobre, autoconstruite. » Éric Zemmour, qui reproche à l'ouvrage son « sabir de savant jargonnant », considère Hyper-lieux comme « un formidable révélateur de l'idéologie mondialiste que promeut la crème de la crème de la gauche universitaire. » Challenges tourne quant à lui en dérision un ouvrage rédigé dans une « incompréhensible novlangue ». Les Inrockuptibles jugent au contraire que le livre « renouvelle de manière fulgurante la pensée de la spatialité contemporaine ». Le journal Libération consacre une série d'articles en août 2018 à cette question des hyper-lieux. Le livre est présenté et débattu par de nombreux médias papier et radiophonique (France Culture, France Inter, Radio-France internationale, Radio Suisse Romande). Il est traduit en Italien en 2019. Une série documentaire est réalisée à partir de ce livre et diffusée sur France 5 en juin.
En 2020, il publie Chroniques de géo' virale, Lyon, 205 éditions, un livre réalisé à partir de chroniques vidéo postées durant le premier confinement lié à la pandémie de covid 19. Il y propose de «penser le monde avec le virus» et de comprendre la pandémie comme révélatrice à la fois de l'état du système-monde urbanisé et de la vulnérabilité de celui-ci. Il développe l'idée de la pandémie comme «fait anthropocène total.»
En 2024, il publie Cohabitons! Pour une nouvelle urbanité terrestre aux Êditions du Seuil.

## Résumé de la carrière professionnelle
- 1983 : agrégé de géographie
- 1992 : docteur en géographie urbaine
- 1996 : habilité à diriger des recherches
- 2005-2008 : président du conseil d'administration l'Agence de mutualisation des universités et des établissements (AMUE)
- 2003-2008 : président de l'université François-Rabelais de Tours.
- Depuis 2008 : professeur de géographie à l'École normale supérieure de Lyon (ex ENS-LSH).
- 2008-2013[24] : président du PRES de Lyon - Université de Lyon
- de novembre 2011 à juillet 2017 : président d'Arc en Rêve, centre d'architecture, Bordeaux.
- du 17/10/2012 : directeur de l’Institut français de l'éducation (ex-INRP, intégré dans l'ENS de Lyon)
- du 25/09/2014 au 25/09/2017 : président du Conseil supérieur des programmes[25]
- depuis septembre 2017 : directeur de l'École urbaine de Lyon[26].

## Publications
- Tours. Images de la ville et politiques urbaines, Maison des Sciences de la Ville, Université François Rabelais de Tours, 1992
- La Citadinité en question (dirigé avec Pierre Signoles), Urbama, 1996,  (ISBN 2869060947)
- Figures de l'urbain. Des villes, des banlieues et de leurs représentations, (dirigé avec Christian Calenge et Bernard Pagand) collection "Sciences de la Ville", 1997
- Logiques de l'espace, esprit des lieux. Géographie à Cerisy (dirigé avec Jacques Levy), Belin, 2000  (ISBN 2-7011-2840-4)
- La Ville et l'urbain, l'état du savoir (dirigé avec Thierry Paquot et Sophie Body-Gendrot), La Découverte, 2000  (ISBN 2-7071-3304-3)
- Tours. Des légendes et des hommes, Éditions Autrement, 2001  (ISBN 2-7467-0098-0)
- Dictionnaire de la géographie et de l'espace des sociétés (codirigé avec Jacques Levy), Belin, 2003, nouvelle édition revue et augmentée en 2013.  (ISBN 2-7011-2645-2)
- L'homme spatial, Seuil, 2007.  (ISBN 2-0209-3795-6)
- Habiter. Le propre de l'humain, Paris, La Découverte, 2007 (avec Thierry Paquot et Chris Younes)
- De la lutte des classes à la lutte des places, Grasset, 2009,  (ISBN 978-2701126456).
- L'Avènement du Monde. Essai sur l'habitation humaine de la terre, Seuil, 2013.  (ISBN 978-2-02-096664-1)
- Hyper-lieux. Les nouvelles géographies de la mondialisation, Seuil, 2017
- Constellation.s. Nouvelles manières d'habiter le Monde, Arles, Actes Sud, 2017 (avec Francine Fort, Michel Jacques, Fabienne Brugère, Guillaume Le Blanc).  (ISBN 2330089260) [27]
- Chroniques de géo virale, École Urbaine de Lyon, 2020, Éditions 205, coll. « À partir de l’Anthropocène »,  (ISBN 978-2-919380-33-6)
- Hyper-Lieux, Série de 6 documentaires de 26 minutes, France Télévision, 2024.
- Cohabitons ! Pour une nouvelle urbanité terrestre, Seuil, 2024, coll. « La couleur des idées »,  (ISBN 978-2-02-144715-6)

## Natation
Dans sa jeunesse, Michel Lussault a pratiqué la natation de haut niveau au sein du club des Enfants de Neptune de Tours. Après des succès aux critériums de France, il a remporté trois titres de champion de France messieurs du 200 m dos en bassin de 50 m en 1977 (été) et 1978 (été et hiver). Il a été plusieurs fois international A.